# KDStV Sugambria (Jena) Göttingen
Die Katholische deutsche Studentenverbindung Sugambria (Jena) zu Göttingen ist eine Studentenverbindung im Cartellverband (CV), dem größten Dachverband deutscher Studentenverbindungen. Die Verbindung ist nichtschlagend und farbentragend. Sie vereint Studenten und ehemalige Studenten der Georg-August-Universität Göttingen. Die Mitglieder werden Sugambrer oder Siegerländer genannt.

## Couleur und Wahlspruch
Sugambria trägt die Farben violett-gold-grün mit goldener Perkussion. Der Wahlspruch lautet Flectimur, non frangimur (»Wir werden gebeugt, aber nicht gebrochen«). Die KDStV Sugambria hat – seit dem Übertritt der Austria Innsbruck, Norica Wien und Carolina Graz in den ÖCV –  die Nummer 36 in der verbandsinternen Reihenfolge der Cartellverbindungen, die offizielle Abkürzung ist Sb.

## Gründung
Die Katholische Deutsche Studentenverbindung Sugambria wurde am 30. Mai 1902 an der Universität Jena gegründet. Die Gründer, meist aus dem Siegerland stammend, wählten den Namen der Verbindung in Anlehnung an den germanischen Stamm der Sugambrer. Jena war zu diesem Zeitpunkt die letzte deutsche Universität, an der noch keine katholische Verbindung existierte. Ihre Gründung fällt in die Zeit des akademischen Kulturkampfes.
Sugambria nahm die Farben violett-gold-grün bei violettem Seidenstürmer auf. Als Prinzipien wählte sie religio, scientia, amicitia, das Cartell-Prinzip patria folgte 1907. Die Fuxenfarben violett-gold-violett wurden 1919 in Rücksicht auf die Schwarzburgverbindung Alemannia in violett-gold umgewandelt.

## Kontroverse um die Gründung
Schnell zeigte sich, dass insbesondere die ortsansässigen Burschenschaften und die vier Corps gewillt waren, der Verbindung das Farbentragen zu verwehren. Sie empfanden eine farbentragende katholische Studentenverbindung im protestantischen Jena als Provokation und warfen Sugambria „Vaterlandsverrat“ und „Romhörigkeit“ bzw. „Ultramontanismus“ vor. In den folgenden Monaten kam es immer wieder zu teils handgreiflichen Auseinandersetzungen. Bei einem Fackelzug der Corps Franconia und Guestphalia am Aschermittwoch 1904 wurden nicht nur die Sugambrer, sondern der katholische Glaube und die Kirche beleidigt und das Verkehrslokal der Sugambria verwüstet. Weil das gewaltsame Vorgehen der evangelischen Waffenstudenten entgegen der ursprünglichen Intention von der Jenaer Bürgerschaft nicht goutiert wurde, entschloss man sich die Taktik zu wechseln. Auf Initiative des VDSt Jena befasste sich eine allgemeine Studentenversammlung mit dem Fall und erhob bei den akademischen Behörden Protest gegen die Sugambria, „weil die Jenenser Studentenschaft es für ein folgenschweres, dem Wesen der deutschen Studentenschaft widersprechendes Unterfangen und für ein das deutsch-nationale Empfinden schwer schädigendes Übel hält, daß sich farbentragende konfessionelle Verbindungen auf deutschen Universitäten bilden.“ Um ihrer Forderung Nachdruck zu verleihen, drohten die Studenten, die Stadt zu verlassen, falls Rektor und Senat keine Maßnahmen gegen die Sugambria ergreifen würden. Der nationalliberale Rektor und Burschenschafter Friedrich Nippold, Gründungsmitglied des antikatholischen Evangelischen Bundes, drängte den Senat nun, ein Farbenverbot gegen die Sugambria auszusprechen.
Daher entschloss sich der Senat der Universität, um weiteren Auseinandersetzungen aus dem Wege zu gehen, gegen Sugambria ein Farbenverbot zu verhängen. Der Beschluss des Senats, gegen den es nur zwei Gegenstimmen gab, lautete: „Studentische Verbindungen, welche wesentlich religiöse, konfessionelle Zwecke verfolgen, sowie solche, welche als Mitglieder statutengemäß ausschließlich Angehörige einer Konfession aufnehmen, dürfen keine Farben tragen!“ Eine derartige Verwaltungsmaßnahme gegen eine rechtmäßig bestehende, farbentragende Verbindung war in ganz Deutschland einzigartig. Die katholische Presse bezeichnete Jena daraufhin als „Nest der Intoleranz“ und „Rowdy-Universität“.
Das Farbenverbot für Sugambria dauerte von 1903 bis 1918. Erst das gemeinsame Fronterlebnis der Studenten während des Ersten Weltkriegs führte zu einem Ausgleich, der schließlich 1921 in das Erlanger Verbände- und Ehrenabkommen mündete, das die Ehrenangelegenheiten zwischen schlagenden und nichtschlagenden Bündern regelte. Cheruscia Münster als Vorort (Kriegsvorort) des Cartellverbands schlug 1918 Sugambria als nachfolgende Vorortsverbindung vor. Wegen der geringen Aktivenzahl musste die Verbindung aber ablehnen.

## Weimar und NS-Regime
In der Zeit der Weimarer Republik erlebte Sugambria eine Blütezeit stetigen Wachstums. Zum 25. Stiftungsfest unter Senior Georg Diedrich waren 40 Cartellverbindungen aus Deutschland, Österreich und Böhmen, angeführt vom Vorort Sauerlandia Münster, in Jena erschienen. 1929 fand der CV-Altherrentag in Jena statt. Ein Höhepunkt des Verbindungslebens waren seit 1902 die Rudelsburgfeste mit Burgundia Leipzig und Silesia Halle, später kam Saxo-Thuringia Dresden hinzu.
In der Zeit des Dritten Reiches wurde das Leben für die Verbindung immer schwieriger. Das nationalsozialistische Regime sah im korporationsstudentischen Wesen einen Feind ihrer Ideologie. Nach anhaltendem Druck löste sich die Verbindung 1935 auf, lebte aber als Freundeskreis alter Sugambrer im Untergrund bis 1945 weiter, da die Gestapo sämtliche Vereinigungen außerhalb des NSDStB verboten hatte.
Nach dem Untergang des Dritten Reiches war eine Wiederbegründung in der sowjetisch besetzten Zone nicht möglich.

## Wiederbegründung in Göttingen
Insbesondere auf Initiative des damaligen Erzbischofs von Paderborn, Lorenz Kardinal Jäger, und unter Mithilfe des Göttinger Palaten Klaus Stemmer gelang 1948 die Wiederbegründung Sugambrias an der Georg-August-Universität in Göttingen. Sugambria ernannte Kardinal Jäger 1949 zu ihrem (bisher einzigen) Ehrenmitglied. Die Verbindung kehrte nicht mehr zum Jenenser Stürmer zurück und entschied sich für violette Samtmützen als einzige Kopfcouleur.
Die 1950er und 1960er Jahre wurden zu einer zweiten Blütezeit. 1962 bezog Sugambria ihr Verbindungshaus im Göttinger Ostviertel.
Nach Zeiten des unbeschwerten Daseins warfen die 68er-Unruhen und ihre Folgen auch einen Schatten auf das Korporationswesen an der Georg-August-Universität. Sugambrias Rezeptionszahlen gingen merklich zurück. Doch die Verbindung überlebte die 1970er Jahre und konnte sich in den 1980er und 1990er Jahren erholen.
1995 knüpften aktive Sugambrer Kontakte zu katholischen belgischen Verbindungen an der flämischen Katholischen Universität Leuven. Seitdem wurden bis heute immer wieder belgische Studenten, die ihre Auslandssemester an der Georg-August-Universität verbringen, bei Sugambria aktiv. Daher wohnen die meisten Alten Herren außerhalb Deutschlands in Belgien.
Das 100. Stiftungsfest feierte Sugambria 2002 in Jena. Die Verbindung fühlte sich in ihrem Beschluss von 1990, nicht an die Universität Jena zurückzukehren, allerdings bestätigt. Mittelpunkt des Verbindungslebens ist das Sugambrerhaus in der Planckstraße 5.

## Bekannte Mitglieder
- August Crone-Münzebrock (1882–1947), Landwirt und Politiker (Zentrum).
- Lorenz Kardinal Jaeger (1892–1975), Erzbischof von Paderborn, Ökumeniker
- Ottomar Batzel (1900–1971), Mitglied des Berliner Abgeordnetenhauses 1950 bis 1954 (CDU), Bezirksbürgermeister von Berlin-Charlottenburg 1951 bis 1955
- Georg Grosse (1900–1973), CDU, Thüringischer Staatsminister für Handel und Versorgung (1945 bis 1948), ab 1956 Direktor der Bank für Gemeinwirtschaft in Aachen
- Günter Korbmacher (1926–2015), ehemaliger Vorsitzender Richter des Asylsenats am Bundesverwaltungsgericht und Anschlagsopfer der Revolutionären Zellen (1987)
- Wilhelm Buerstedde (1929–2022), CDU, Oberstadtdirektor von Hildesheim (1984 bis 1994)
- Michael Behnen (1938–2022), Professor für neuere und neueste Geschichte an der Georg-August-Universität Göttingen
- Clemens Stroetmann (* 1946), Staatssekretär im Bundesministerium für Umwelt, Naturschutz und Reaktorsicherheit (1987 bis 1995) und Geschäftsführer der Stiftung „Initiative Mehrweg“